# 37
37 (XXXVII) var ett normalår som började en tisdag i den julianska kalendern.

## Händelser

### Mars
- 18 mars – Den romerska senaten annullerar Tiberius testamente och utnämner Caligula till romersk kejsare.

### Okänt datum
- Caligulas försök att få sig själv gudomligförklarad skapar friktion mellan honom och senaten.
- En jordbävning förstör Antiochia vid Orontes.
- Abilene ges till Agrippa I.
- Petrus grundar den syrisk-ortodoxa kyrkan (traditionellt årtal).
- Farisén Saul från Tarsus omvänds till kristendomen efter en uppenbarelse (troligen detta år; efter 39 är han känd som Paulus).

## Födda
- 15 december – Nero, romersk kejsare 54–68
- Josefus, judisk historiker (född detta eller nästa år)

## Avlidna
- 16 mars – Tiberius, romersk kejsare sedan 14 (mördad)
- 1 maj – Antonia Minor, dotter till Markus Antonius och Octavia Minor, farmor till Caligula
- Marbod, kung över markomannerna
- Antonia d.y., mor till den romerske kejsaren Claudius